# Reginald Gordon Ward Rimington
Reginald Gordon Ward Rimington, britanski general, * 1891, † 1941.